# 西岸镇
西岸镇，是中华人民共和国广东省清远市连州市下辖的一个乡镇级行政单位。

## 行政区划
西岸镇下辖以下地区：
西岸村、冲口村、河田村、溪塘村、东江村、石兰村、东村、马带村、七村、奎池村、清水村、小带村、三水村和石马村。

## 中国传统村落
2013年8月，冲口村、马带村被评为第二批中国传统村落。